# لوكاس غاشباروفيتش
لوكاس غاشباروفيتش (بالسلوفاكية: Lukáš Gašparovič)‏ هو لاعب كرة قدم سلوفاكي في مركز الوسط، ولد في 17 فبراير 1993 في براتيسلافا في سلوفاكيا. شارك مع منتخب سلوفاكيا تحت 18 سنة لكرة القدم. أما مع النوادي، فقد لعب مع نادي سلوفان براتيسلافا.

## وصلات خارجية
- لوكاس غاشباروفيتش على موقع قاعدة بيانات كرة القدم.إي يو (الإنجليزية)
- لوكاس غاشباروفيتش على موقع Soccerway.com (الإنجليزية)
- لوكاس غاشباروفيتش على موقع AS.com (الإسبانية)